# Venadillo (kommun)
Venadillo är en kommun i Colombia.   Den ligger i departementet Tolima, i den centrala delen av landet, 100 km väster om huvudstaden Bogotá. Antalet invånare är 18 769. Arean är 358 kvadratkilometer.
Terrängen i Venadillo är varierad.